# Dillberry Lake Provincial Park
Dillberry Lake Provincial Park är en park i Kanada.   Den ligger i provinsen Alberta, i den centrala delen av landet, 2 600 km väster om huvudstaden Ottawa. Dillberry Lake Provincial Park ligger 638 meter över havet.
Terrängen runt Dillberry Lake Provincial Park är platt, och sluttar norrut. Trakten runt Dillberry Lake Provincial Park är nära nog obefolkad, med mindre än två invånare per kvadratkilometer.. Närmaste större samhälle är Chauvin, 14,1 km norr om Dillberry Lake Provincial Park. 
Trakten runt Dillberry Lake Provincial Park består till största delen av jordbruksmark.